# Swedish Data & Marketing Association
Swedish Data & Marketing Association (Swedma, ofta skrivet SWEDMA) är en bransch- och intresseorganisation för företag som producerar eller använder sig av datadriven direktmarknadsföring. Både säljande och köpande företag inom området kan vara anslutna som fullvärdiga medlemmar. De företag och organisationer som ansluter sig till Swedma förbinder sig att arbeta efter de affärs- och etikregler som utarbetats tillsammans med flera av näringslivets aktörer.  
Swedma arbetar bland annat med etiska frågor och arbetar för att öka kunskaper kring hur direkt kommunikation påverkar näringsliv och samhälle. SWEDMA anordnar även utbildningar, föreläsningar och arbetsgrupper för att sprida och öka kunskapen om hur den direkta, resultatdrivna kommunikationen fungerar.
Swedma är en av huvudmännen bakom Etiska nämnden för direktmarknadsföring (NIX nämnden), NIX-Telefon samt NIX-adresserat. Sitter även med i styrelsen för Reklamombudsmannen och IRM (Institutet för reklam- och mediestatistik) och är aktiv i flera nationella och internationella organisationer inom reklam och marknadsföring, till exempel FEDMA (Federation of European Data and Marketing) och ICC (International Chamber of Commerce). 

## Guldnyckeln
Guldnyckeln var en reklamtävling som visar på resultatinriktade reklamkampanjer som bedöms enligt tre ben; strategi, kreativitet och resultat. Tävlingen arrangerades av SWEDMA i 30 år.